# 옐미르 알림자노프
옐미르 옐다로비치 알림자노프(카자흐어: Эльмир Эльдарұлы Әлімжанов 엘미르 엘다룰르 앨림자노프, 러시아어: Эльми́р Эльда́рович Алимжа́нов, 1986년 10월 5일~)는 카자흐스탄의 펜싱 선수로 주 종목은 에페이다. 2012년 하계 올림픽에 참가하였으며, 아시안 게임에서 은메달과 동메달을 1개씩 획득했다. 또한 아시아 선수권 대회에서 개인전 우승 1회, 준우승 3회를 기록했다.

## 경력
알마티 출신으로 펜싱 지도자인 아버지를 따라 1997년에 펜싱을 시작했다. 2001년에 청소년 국가대표로 발탁되었으며,  2006년에 처음으로 국가대표로 발탁되었다.
2012년 런던에서 열린 2012년 하계 올림픽에 참가하였으며, 2012년 남자 에페 개인전에서 3번 시드를 받았다. 32강에서 베트남의 응우옌띠엔녓을 15-9로 승리했으나 16강전에서 대한민국의 정진선에게 8-15로 패하며 탈락했으며, 최종 순위 11위를 기록했다.